# Marianne Strauß

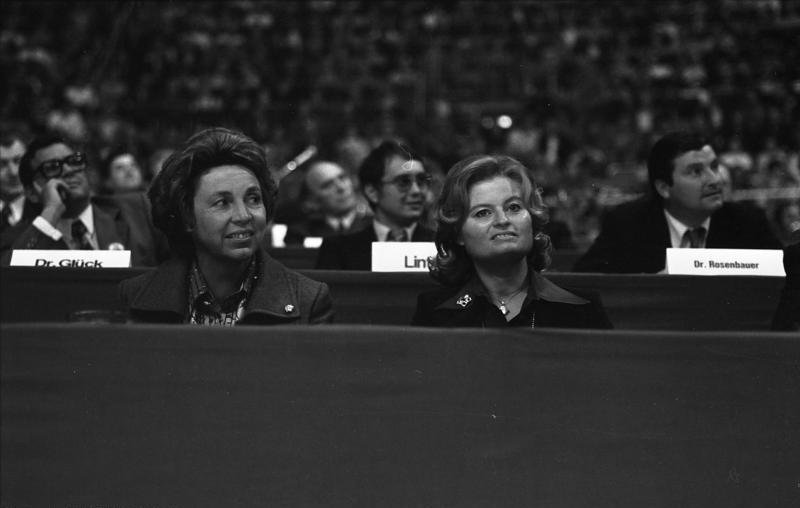
Marianne Strauß (links) und Hannelore Kohl (CSU-Wahlkongress, München 1976)

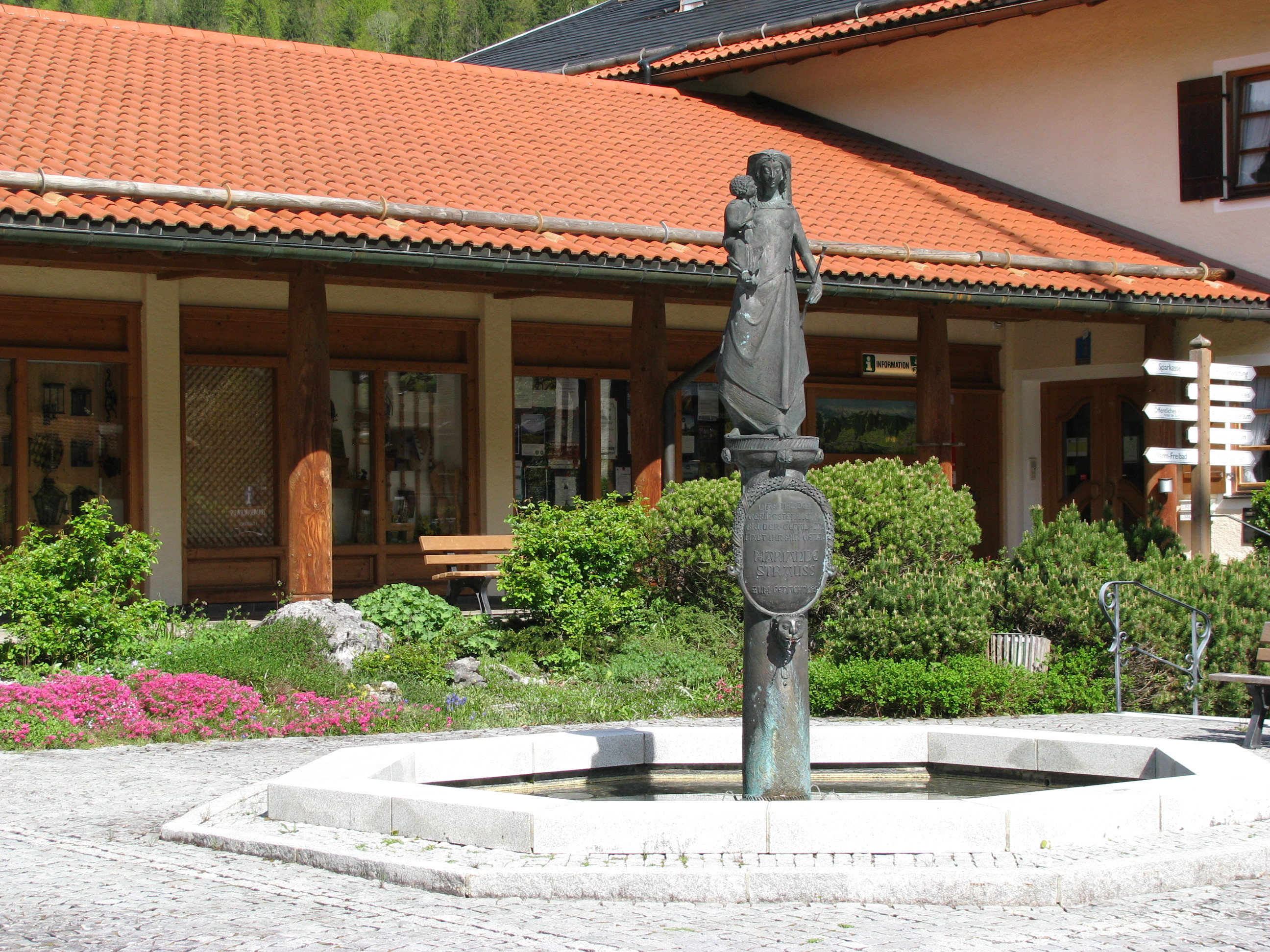
Marianne-Strauß-Gedächtnisbrunnen in Kreuth

Marianne Strauß (* 21. April 1930 in Rott am Inn; † 22. Juni 1984 bei Kreuth) war die Ehefrau von Franz Josef Strauß.

## Leben
Geboren als Tochter des Brauereiunternehmers und Politikers Max Zwicknagl, eines Gründungsmitglieds der CSU, und seiner Frau Ilse (geb. Klöckner), besuchte Marianne Strauß das Maximiliansgymnasium in München. 1956 übernahm sie von ihrem Vater die Geschäftsleitung der Kaiser-Brauerei in Rott, die 14 Jahre später der Spaten-Franziskaner-Bräu übernahm und die 1975 stillgelegt wurde.
Am 4. Juni 1957 heiratete die diplomierte Volkswirtin mit englischem und französischem Dolmetscherexamen den 41-jährigen Bundesverteidigungsminister Franz Josef Strauß. 1959 wurde der erste Sohn Maximilian Josef geboren, 1961 der zweite Sohn Franz Georg und 1962 die Tochter Monika.
Strauß engagierte sich vor allem im sozialen Bereich. Zum Andenken an dieses Engagement wurde nach ihrem Tod von ihren Kindern die Marianne Strauß Stiftung ins Leben gerufen, die sich vor allem für Menschen mit Multipler Sklerose, Menschen mit Behinderung und für Senioren einsetzt. Durch dieses Engagement entstand die Marianne-Strauß-Klinik am Starnberger See.
Strauß verwaltete auch das Familienvermögen. Sie investierte in Immobilien in Südfrankreich, Rottach-Egern und München. Sie hielt in den 1970er Jahren neben Anteilen an einer Kaufhauskette eine sechzehnprozentige Beteiligung an der von Fritz Ries gegründeten Pegulan-Tochter Dyna-Plastik-Werke. Mit einem Freund ihres Mannes, Karlheinz Schreiber, investierte sie auch Geld in Spekulationsgeschäfte in Immobilien in Edmonton, Kanada.
Neben ihrer familiären Vermögensverwaltung betreute sie auch Spendengelder der CSU. Unterstützung fand sie bei einem Freund aus Studienzeiten, dem Rechtsanwalt und späteren CSU-Bundestagsabgeordneten Reinhold Kreile, sowie dem Finanzberater Wolfgang Pohle. Mit Hilfe der beiden akquirierte sie Spenden von Unternehmen, an denen der Freistaat Bayern Anteile hatte oder die der CSU nahestanden.
Marianne Strauß starb am Abend des 22. Juni 1984 im Alter von 54 Jahren bei einem Verkehrsunfall zwischen Rottach-Egern und Kreuth, nahe dem Weiler Scharling. Ihr Auto kam von der Straße ab. Die Ursache hierfür blieb unbekannt.

## Auszeichnungen
- Bayerischer Verdienstorden (postum)
- 1983: Bayerische Staatsmedaille für soziale Verdienste

## Filme
- Der Primus – Franz Josef Strauß. TV-Dokudrama, ARD 2015. Drehbuch: Werner Biermann; mit Edith Konrad als Marianne Strauß